# Departamento del Cauca (Antioquia)
Cauca fue uno de los departamentos en que se dividía el Estado Soberano de Antioquia (Colombia). Fue creado en 1877, a partir del territorio centro-occidental del departamento del Centro. Tenía por cabecera a la ciudad de Titiribí. El departamento comprendía parte del territorio de las actuales regiones antioqueñas del Suroeste y Occidente.

## División territorial
El departamento al momento de su creación estaba dividido en los distritos de Titiribí (capital), Amagá, Concordia, Heliconia y Fredonia.